# Channa stewartii
Channa stewartii е вид бодлоперка от семейство Channidae. Видът не е застрашен от изчезване.

## Разпространение и местообитание
Разпространен е в Индия (Аруначал Прадеш, Асам, Манипур, Мегхалая, Нагаланд и Трипура) и Непал.
Обитава сладководни басейни и потоци.

## Описание
На дължина достигат до 25 cm.